# Aciagrion approximans
Aciagrion approximans е вид насекомо от семейство Coenagrionidae. Видът е незастрашен от изчезване.

## Разпространение
Разпространен е в Индия (Аруначал Прадеш, Западна Бенгалия, Манипур, Мегхалая, Нагаланд и Сиким).